# Рельс

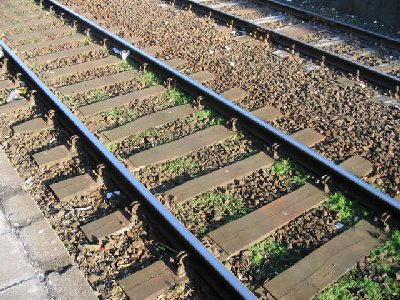
Современный рельсовый путь.

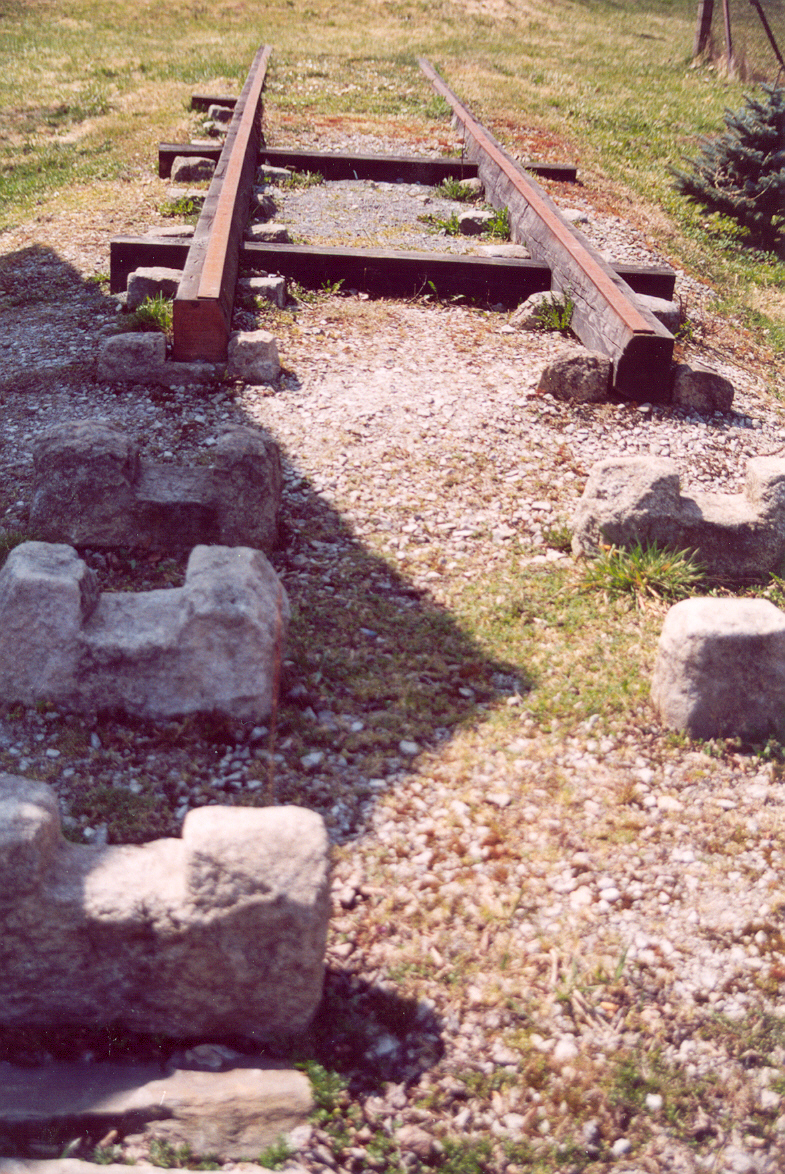
Частично реконструированный рельсовый путь конки.

Рельсы (от мн. ч. англ. rails — от лат. regula — прямая палка) — стальные балки специального сечения, укладываемые на шпалах или других опорах для образования пути, по которому перемещается подвижной состав железнодорожного транспорта, городских железных дорог, специализированный состав в шахтах, карьерах, крановое оборудование и так далее.
Кроме того, облегчённые рельсы используются в кинематографе для передвижения операторских тележек. Изобретены древними римлянами, начальная ширина между ними составляла 143,4 см. Рельсы служат для направления колёс при их движении, непосредственно воспринимают и упруго передают давление от колёс на нижележащие элементы верхнего строения пути. На участках с электрической тягой рельсы служат проводниками обратного силового тока, а на участках с автоблокировкой — проводниками сигнального тока.

## Материал
Рельсы для железнодорожного транспорта изготавливаются из углеродистой стали. Качество рельсовой стали определяется её химическим составом, микроструктурой и макроструктурой.
Углерод повышает твёрдость и износостойкость стали. Однако большое содержание углерода, при прочих равных условиях, делает сталь хрупкой, химический состав при повышении содержания углерода должен выдерживаться более жестко, особенно в отношении вредных примесей. Легирующие добавки типа марганца повышают твёрдость, износостойкость и вязкость стали. Кремний увеличивает твёрдость и износостойкость. Мышьяк увеличивает твёрдость и износостойкость стали, но в больших количествах уменьшает ударную вязкость. Ванадий, титан, цирконий — микролегирующие добавки, улучшают структуру и качество стали.
Фосфор и сера являются вредными примесями, повышающими хрупкость стали. Большое содержание фосфора делает рельсы хладноломкими, большое содержание серы — красноломкими (образуются трещины при прокате).
Микроструктура рельсовой стали представляет собой пластинчатый перлит с прожилками феррита на границах перлитовых зёрен. Твёрдость, сопротивление износу и вязкость достигается приданием стали однородной сорбитной структуры при помощи термической обработки путём поверхностной (на 8—10 мм) закалки головки или объёмной закалки рельса. Объёмнозакаленные рельсы имеют повышенную износостойкость и долговечность. Макроструктура рельсовой стали должна быть мелкозернистой, однородной, без пустот, неоднородностей и посторонних включений.

## Профиль, длина и масса

Форма рельсов менялась со временем. Существовали уголковые, грибовидные, двухголовые, широкоподошвенные рельсы. Современные широкоподошвенные рельсы состоят из головки, подошвы и шейки, соединяющей головку с подошвой. Поверхность катания делается выпуклой для передачи давления колёс по вертикальной оси рельса. Сопряжение поверхности катания с боковыми (вертикальными) гранями головки делается по кривой радиусом, близким к радиусу выкружки гребня колеса. Сопряжение головки и подошвы с шейкой рельса делается особенно плавным, а шейка рельса имеет криволинейные очертания, что обеспечивает наименьшую концентрацию местных напряжений. Подошве рельса придают достаточную ширину для обеспечения боковой устойчивости рельса и достаточной площади опоры для крепежных накладок.
Длина стандартного железнодорожного рельса, производимого рельсопрокатными заводами в России, составляет 12,5; 25,0; 50,0 и 100 метров. Железнодорожные рельсы широкой колеи обычно производят длиной 25 метров. Исходя из длины рельсов определяется длина и масса блюмов, так, для изготовленияя двух рельсов будет использован слиток блюма массой 9,8 т.  Для укладки на внутренних нитях кривых участков пути выпускаются укороченные рельсы. Длина бесстыковых плетей («бархатный путь») обычно находится в пределах от 400 м до длины перегона. Использование более длинных рельсов и сварных рельсовых плетей снижает сопротивление движению поездов, уменьшает износ подвижного состава и расходы на содержание пути. При переходе на бесстыковой путь сопротивление движению поездов уменьшается на 5−7 %, экономится около четырёх тонн металла на километр пути за счёт отсутствия стыковых скреплений.
Основной характеристикой рельса, дающей представление о его несущей способности, является масса одного погонного метра рельса в килограммах. При выборе типа рельса учитывается грузонапряженность линии, осевая нагрузка, скорость движения поездов. Более тяжёлый рельс распределяет давление колёс подвижного состава на большее число шпал, в результате чего замедляется их механический износ, уменьшается истирание и измельчение частиц балласта. При увеличении массы рельсов уменьшается расход металла на единицу пропускаемого тоннажа, сокращаются расходы по замене рельсов из-за увеличения срока их службы.

## Виды рельсов

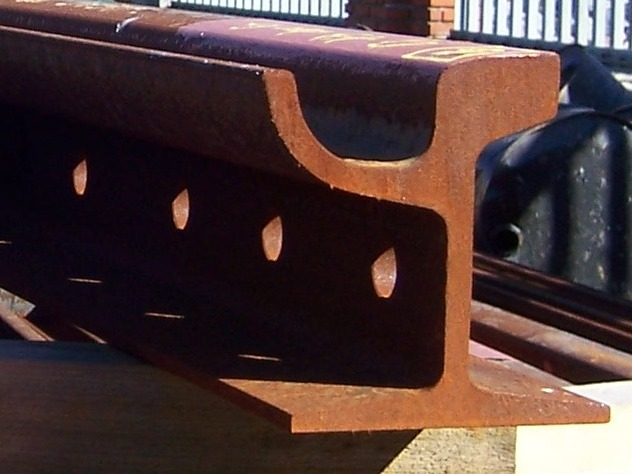
Рельс с жёлобом.

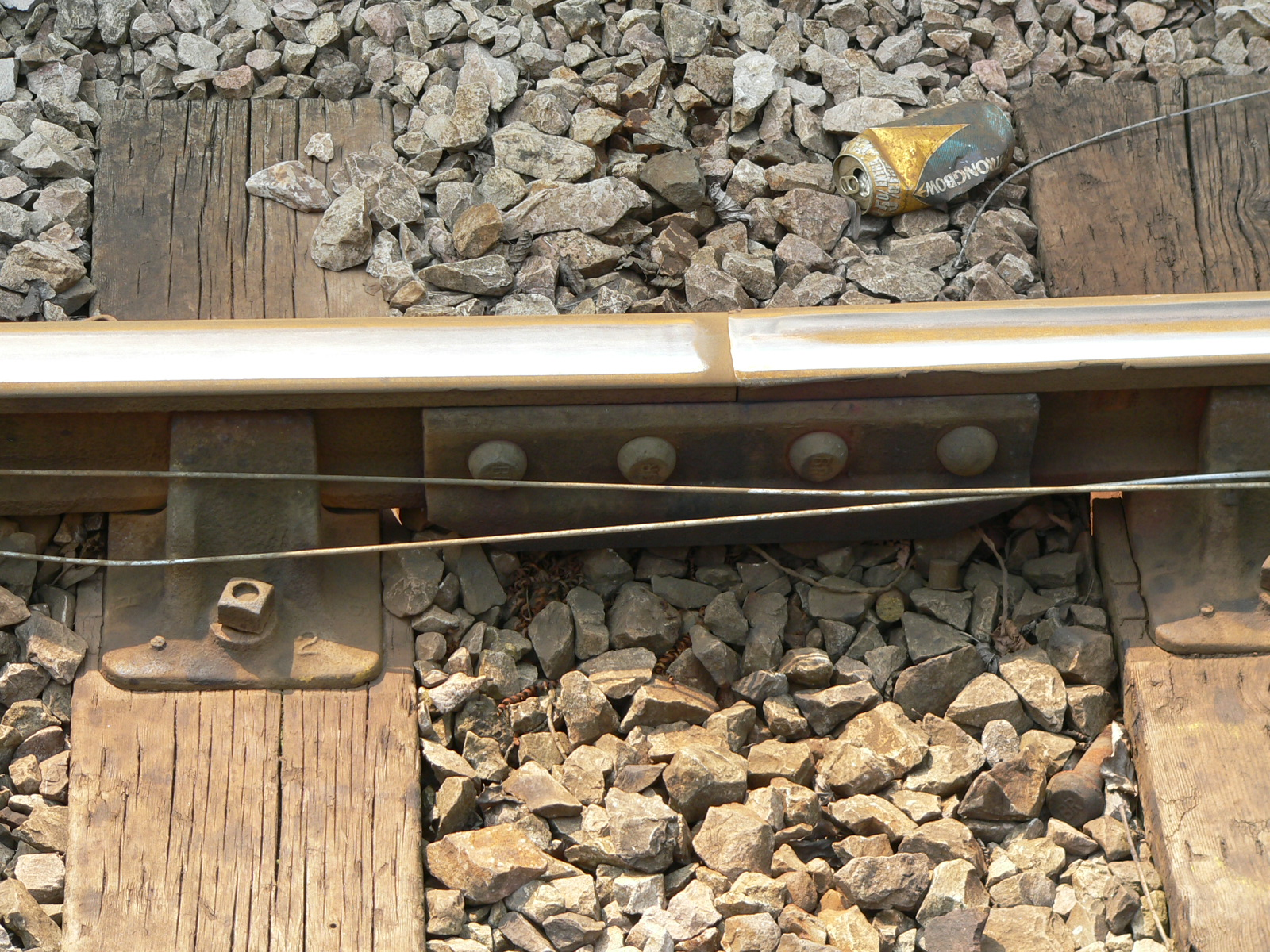
Рельсовый стык

- Рельсы железнодорожные узкой колеи (Р8, Р11, Р18, Р24) — предназначены для укладки на железных дорогах узкой колеи и подземных путях шахт[3].
- Рельсы рудничные, для шахтных проводников (Р33, Р38, Р43) — предназначены для звеньевого и бесстыкового пути железных дорог широкой колеи и для производства стрелочных переводов[4].
- Рельсы железнодорожные для путей промышленных предприятий (РП50, РП60Е1, РП65, РП65К, РП75) — предназначены для укладки на железнодорожных путях широкой колеи и стрелочных переводов промышленных предприятий[5].
- Рельсы крановые (КР70, КР80, КР100, КР120, КР140) — предназначены для прокладывания подкрановых путей подъёмных кранов[6].
- Рельсы железнодорожные (Р50, Р65, Р75) — предназначены для звеньевого и бесстыкового пути железных дорог широкой колеи и для производства стрелочных переводов[7].
- Рельсы рамные (РР65) — предназначены для изготовления соединений и пересечений железнодорожного пути[8].

Профиль контррельсовых рельсов

- Рельсы железнодорожные контррельсовые (РК50, РК65, РК75) — применяются в конструкциях верхнего строения железнодорожного пути[9].
- Рельсы железнодорожные остряковые (ОР50, ОР65, ОР75) — применяются в конструкциях верхнего строения железнодорожного пути. ОР43 применяется для изготовления стрелочных переводов железнодорожных путей промышленных предприятий и круговых рельсов опорно-поворотных устройств экскаваторов[10].
- Рельсы трамвайные желобчатые (Т58, Т62) — предназначены для укладки на трамвайных железных дорогах[11].
- Рельсы усовиковые (УР65) — предназначены для изготовления железнодорожных крестовин с непрерывной поверхностью катания[12].

## Классификация железнодорожных рельсов
В России производство железнодорожных рельсов, предназначенных для звеньевого и бесстыкового пути железных дорог и для производства стрелочных переводов, регламентируется ГОСТ Р 51685—2022.
Рельсы железнодорожные подразделяют:
- по типам:
  - Р50; 1 м = 50 кг;
  - Р65; 1 м = 65 кг;
  - Р65К (для наружных нитей и кривых участков пути); 1 м = 65 кг
  - Р75; 1 м = 75 кг;

- по категориям качества:
  - В — рельсы термоупроченные высшего качества;
  - Т1, Т2 — рельсы термоупрочненные;
  - Н — рельсы нетермоупрочненные;
  - ДТ — дифференцированно-термоупрочненные;

- по наличию болтовых отверстий на концах:
  - с отверстиями;
  - без отверстий;

- по способу выплавки стали:
  - К — в конвертере;
  - Э — в электропечи;

- по виду исходных заготовок:
  - из слитков;
  - из непрерывно-литых заготовок (НЛЗ);

- по способу противофлокенной обработки:
  - из вакуумированной стали;
  - прошедшие контролируемое охлаждение;
  - прошедшие изотермическую выдержку.

## Производство
Рельсы в России производят на металлургических комбинатах в рельсобалочных цехах в Нижнем Тагиле, Челябинске и в Новокузнецке на площадке рельсового проката ЗСМК . В СССР рельсы также производили на комбинате Азовсталь.

## Условное обозначение
Рельс A-B-C-D-Е-F…
где
- A — тип рельса;
- B — категория качества;
- C — марка стали;
- D — длина рельса;
- E — наличие болтовых отверстий;
- F — обозначение стандарта ГОСТ.

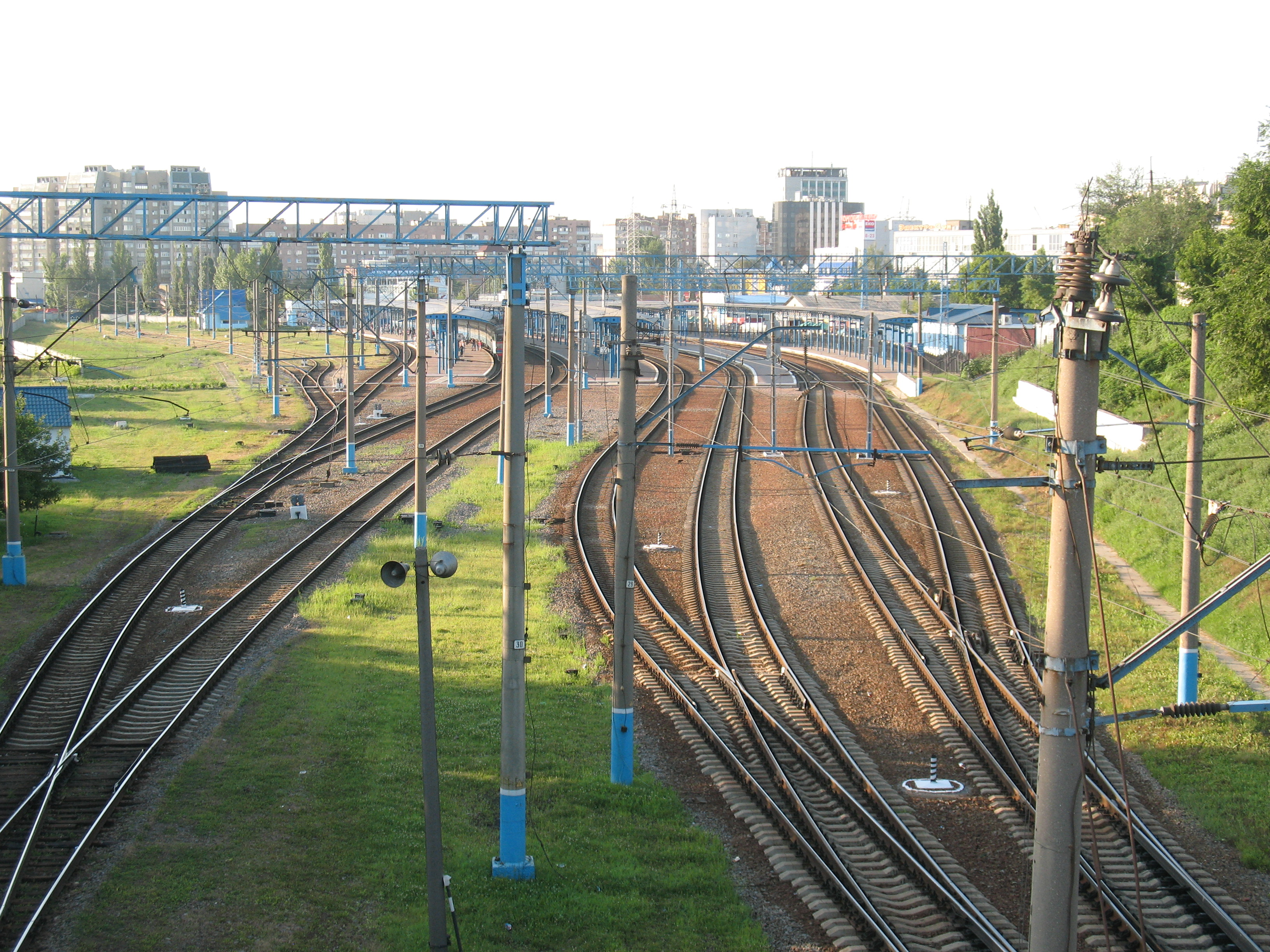
Пути железной дороги перед главной пригородной пассажирской станцией Харькова - Левада

Пример: Рельс типа Р65, категории Т1 из стали марки M76T, длиной 25 м с тремя болтовыми отверстиями на обоих концах рельса:
Рельс Р65-Т1-М76Т-25-3/2 ГОСТ Р 51685-2000

## Рельсовая комиссия
С 1884 года качеством рельсов в Российской империи, СССР и России заведует Рельсовая комиссия.

## Виды стали
По действовавшим до 1 июня 2001 года российским стандартам рельсы изготавливались из мартеновской стали, и только исследования, проведённые в условиях ОАО НТМК и ОАО НКМК, позволили разработать новый стандарт. При этом были внесены изменения в ГОСТ Р 51685—2000 в части электропечного производства. В европейских, американских и азиатских стандартах давно оговорено использование кислородно-конвертерного и электросталеплавильного производства, кроме того, в ряде стандартов мартеновский способ производства не предусмотрен.

## Эксплуатация
Система колесо-рельс обеспечивает непрерывное взаимодействие подвижного состава с верхним строением пути. Железные дороги Германии (DBAG) достигли значительных успехов в повышении ее эффективности. За последние 20 лет скорость пассажирских поездов стала выше, улучшились плавность хода и общая комфортность поездок. Качество и эффективность данной системы в значительной степени определяет инфраструктура. Необходимо, чтобы совершенствование подвижного состава осуществлялось с учетом сложившихся условий инфраструктуры. Важным вспомогательным средством оптимизации сопряжения между подвижным составом и верхним строением пути являются диагностические системы.
Форма сечения рельса выбрана именно такой неспроста, основная цель головки рельса это обеспечивать контакт колесо-рельс.
Взаимодействие колеса и рельса является ключевым в проблемах движения колеса относительно рельса. В этом взаимодействии должен быть по возможности низкий уровень трения для обеспечения движения больших масс с малым сопротивлением, но вместе с тем уровень трения должен быть достаточным для обеспечения требуемой силы тяги.

## Требования к системе колесо-рельс
Для пассажирских поездов со скоростью до 300 км/ч и грузовых с осевыми нагрузками до 22,5 т (в перспективе до 25 т) требуется, чтобы верхнее строение пути отвечало высоким требованиям в отношении:
- безопасности, надежности и эксплуатационной готовности;
- устойчивости движения и плавности хода;
- долговечности и качества текущего содержания.

При этом важно, чтобы путь не имел дефектов, отвечал соответствующим правилам технической эксплуатации, имел высокое качество в отношении геометрии и динамических свойств, в том числе профиля рельсов, гарантирующего хороший контакт с колесом, устойчивое и безопасное движение экипажа.
Разработки в области подвижного состава разнообразны и не всегда оптимально согласуются с верхним строением пути с точки зрения оптимизации системы.
Применение подвижного состава с наклоняемыми кузовами обеспечивает повышение скорости поездов без инвестиций в дорогостоящую реконструкцию линий. При этом в ряде случаев повышение скорости в кривых может достигать 40 км/ч. Однако и в данной ситуации повышение скорости требует соответствующего повышения качества пути, связанного с дополнительными затратами.

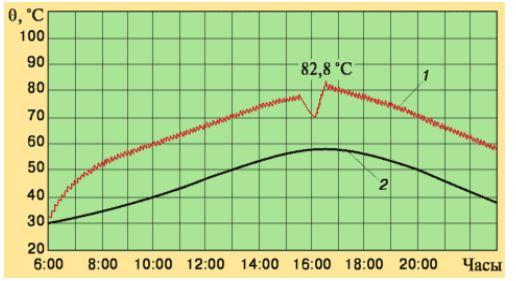
Кривые изменения температуры рельсов в функции времени:

Разработка и применение линейного вихретокового тормоза также влияют на систему колесо — рельс. Несмотря на выгоды от применения тормоза, не имеющего изнашивающихся элементов и не вызывающего износа рельсов, очевидны и его недостатки, поскольку он влияет на работу устройств СЦБ, которые в связи с этим требуют доработки. Кроме того, при использовании вихретокового тормоза в качестве служебного нужно принимать во внимание дополнительный нагрев рельсов, что при некоторых конструкциях верхнего строения пути влияет на стабильность его положения.
Температура рельсов повышается пропорционально увеличению частоты движения поездов, а в жаркие летние дни на участках торможения — экспоненциально. На рис. справа показан экстремальный случай в эксплуатации, когда повышение температуры вследствие использования вихретокового тормоза наложилось на нагрев от солнечного излучения. Этому предшествовал сбой в движении поездов, для ликвидации которого пришлось уменьшить интервал попутного следования с 7,5 до 3,5 мин. В результате этого к моменту времени 16 ч 30 мин температура рельсов повысилась до 82,8 °C. В бесстыковом пути это может привести к отрицательному воздействию на стабильность положения пути.

## История
В XVIII веке рельсовые пути использовались на заводах и рудниках для транспортировки вагонеток, рельсы для них обычно отливались из чугуна и имели длину 3-4 фута (около 1 м). В 1799 году Вениамин Утрам впервые применил выпуклую форму рельсов. В 1820 году Джон Бёркиншоу изобрёл способ производства железных рельсов — горячим прокатыванием из ковкого железа (полученного пудлингованием), такой рельс был длиной уже в 15 футов (4,5 метра). Они были укреплены на поперечинах в чугунных подушках. Железные рельсы были не только длиннее, но и гораздо прочнее чугунных (склонных к раскалыванию), что дало возможность строить протяженные железные дороги. Кроме того, железные рельcы при большей прочности еще и весили меньше чугунных (которые из-за хрупкости металла приходилось делать гораздо более массивными), что привело к уменьшению расходов на материал и упрощению строительства. С развитием методов производства стали (бессемеровский процесс, томасовский процесс, мартеновский процесс) в 1850-1870 гг. рельсы стали изготавливать из неё, как из более прочного металла.